# Семёнов, Степан Михайлович
Степан Михайлович Семёнов (1789—1852) — декабрист, один из создателей Союза благоденствия и член Северного общества.

## Биография
Из духовного звания. Воспитывался в орловской духовной семинарии, по указу Синода исключен из духовного звания — 24 июня 1810 и стал «своекоштным» студентом Московского университета, «по надлежащем испытании» удостоен степени кандидата этико-политических наук — 12 мая 1814, магистр — 25 апреля 1816, оставался в университете до перехода на службу, уволен — 3 февраля 1819. Получил чин титулярного советника и был определён на службу в Департамент духовных дел — 1 апреля 1819, старший помощник столоначальника — 1 сентября 1819, столоначальник — 24 августа 1820, награждён орденом Анны 3 ст. — 3 февраля 1824, переведён экспедитором «по уголовной части» в Гражданскую канцелярию московского военного генерал-губернатора — 2 августа 1825. Крестьян не имел.
Член Союза благоденствия (1819), его секретарь, член Коренного совета, участник Петербургского совещания в 1820, член Северного общества.
Приказ об аресте — 27 декабря 1825, арестован в Москве — 29 декабря, доставлен в Петербург на городской караул, 2 января 1826 переведен в Петропавловскую крепость («равно и присылаемого Семёнова содержать на гауптвахте, где удобно, но строго содержа») в № 22 куртины между баст. Екатерины I и Трубецкого, 26 мая показан в № 22 баст. Трубецкого, закован в ручные железа и содержался на хлебе и воде — 27 марта 1826, сняты «во уважение оказанной им откровенности в показаниях» — 12 апреля 1826.
Высочайше повелено (15 июня 1826), продержав ещё четыре месяца в крепости, отправить в Сибирь на службу и ежемесячно доносить о поведении.
Отправлен на службу в распоряжение генерал-губернатора Западной Сибири — 19 ноября 1826 и определен в канцелярию Омского областного совета, выслан из Омска в Усть-Каменогорск с назначением столоначальником окружного управления — 6 февраля 1828, в 1829 был командирован для встречи А. Гумбольдта, что не встретило одобрения начальства и предписано употреблять его «на службу в отдаленном месте безвыездно», поэтому переведен в Туринск канцелярским служителем в суд — 29 марта 1830, столоначальник канцелярии Главного управления Западной Сибири — 17 октября 1832, советник в пограничном управлении сибирских киргизов — 7 июля 1841, а вскоре назначен советником тобольского губернского правления, в этой должности оставался до смерти.
Умер в Тобольске, похоронен на городском Завальном кладбище.